# Lingua alto-sassone
L'alto sassone, in lingua tedesca Obersächsisch, è un dialetto del Tedesco centrale parlato nella maggior parte della Sassonia e della Turingia.

## Caratteristiche
L'intensità dell'accento varia da zona a zona e da città a città, presentando suoni più forti nelle aree rurali.
Le sue varianti sono l'Osterländisch, il Meißnisch (Nord-, Nordost-, West-, Süd- e Südostmeißnisch), e l'Oster- e Westerzgebirgisch.

## Storia
Il dialetto alto sassone è la lingua natale di Martin Lutero che in esso tradusse la Bibbia nel 1534, dando inizio ad una rivoluzione culturale e religiosa non solo nel nord della Germania, ma successivamente nel continente europeo. Nella traduzione della Bibbia Lutero tenne altresì ben presente la lingua cancelleresca della Sassonia.
Il ruolo svolto dall'alto sassone è di fatto lo stesso svolto dal dialetto fiorentino in Italia ai tempi delle prime opere scritte in lingua volgare. Dal dialetto alto sassone è derivata in gran parte la lingua tedesca moderna che oggi conosciamo.